# Natan
Ната́н Ми́ров, (справжнє ім'я — Алішер Азізович Мірзохонов) (нар. 17 березня 1986, Курган-Тюбе, Таджицька РСР, СРСР), більш відомий як Натан (англ. Natan) — російський репер і телеведучий таджицького походження, артист лейбла Black Star. Фігурант бази даних центру «Миротворець».

## Біографія
Натан Миров народився 17 березня 1986 року у місті Курган-Тюбе, Таджикистан. Тато Натана — лікар, а мати — вчителька.
Навчався у музичній школі, закінчивши її за класом духових інструментів. Крім того, захоплювався репом, що спонукало його працювати над розвитком свого поетичного таланту. Перші вірші Натан написав у віці 4-х років. Згідно з профілем на сайті телеканалу «Музыка Первого», хлопчик вперше публічно виступив зі своїми віршами у шкільному актовому залі, коли йому було 16 років, а згідно з профілем на сайті лейбла «Black Star», він читав власні вірші перед публікою ще в четвертому класі.
Вже в 13 років (1999 року) зробив перші кроки на музичній сцені, увійшовши до складу алматинської групи «Синдикат». У 2003 році у групи невеликим тиражем вийшов перший альбом.
Після школи вступив на акторський факультет Інституту мистецтв і в 2009 успішно його закінчив. Під час навчання там продовжував займатися музикою — як у складі гурту «Синдикат» (яка у 2008 році змінила назву на «Fucke лы Hustla»), з якою неодноразово виступав на фестивалях альтернативної музики, так і сольно.
У 2013 році взяв участь у кастинг-проекті «Молода кров» — першому проекті, організованому лейблом Black Star з метою пошуку молодих артистів. Оскільки потрібно було їхати до Москви, довелося позичати гроші на квиток в один кінець. Конкуренція була великою — на конкурс відгукнулися понад 2 тисячі людей, але в результаті саме Натан став переможцем і потрапив на лейбл.
28 жовтня того ж 2013 року на лейблі Black Star вийшов дебютний сингл Натана — «Аллилуйя», за ним, з інтервалом в один-півтора місяця, вийшли «Новая жизнь» та «Майкрофон».
11 березня 2014 вийшла спільна пісня з Тіматі під назвою "Девочка бомба".
По-справжньому величезна популярність прийшла до Натана в 2015 році з піснею «Дерзкая». Також записана за участю Тіматі, вона піднялася на вершини російських чартів.
В рамках роботи у лейблі Black Star Inc. бере активну участь у заходах суббрендів (Black Star Gaming, Black Star Karting, Black Star Burger та ін.). Так, у 2023 році Натан взяв участь у турнірі 2х2 з FIFA'23, який зіграв разом із Єгором Шипом проти команди своїх підписників під час відкриття клубу Black Star Gaming у ТРЦ «Мозаїка».

## Особисте життя
У 2012 році одружився з Анастасією Швецовою, дизайнеркою. Незабаром у пари народився син, якого також назвали Натаном. Після перемоги на конкурсі «Молода кров» перевіз дружину з дитиною до Москви, але при цьому йому довго вдавалося приховувати свій сімейний стан від шанувальників, підтримуючи імідж холостяка.

## Дискографія

### Альбоми
| Назва | Подробиці                                                                      |
| ----- | ------------------------------------------------------------------------------ |
| «9»   | - Реліз: 13 червня 2019 - Лейбл: Black Star Inc. - Формат: цифрова дистрибуція |

### Сингли та обрані пісні
| Рік  | Назва                                                                  | Чарти                           | Чарти                 | Чарти                   | Примітки                                                                  |
| Рік  | Назва                                                                  | СНД                             | СНД                   | СНД                     | Примітки                                                                  |
| Рік  | Назва                                                                  | TopHit Top Radio & YouTube Hits | TopHit Top Radio Hits | TopHit Top YouTube Hits | Примітки                                                                  |
| ---- | ---------------------------------------------------------------------- | ------------------------------- | --------------------- | ----------------------- | ------------------------------------------------------------------------- |
| 2013 | «Аллилуйя»                                                             | —                               | 279                   | —                       | цифровий сингл, вип. 28 жов. 2013                                         |
| 2013 | «Новая жизнь»                                                          | —                               | —                     | —                       | цифровий сингл, вип. 2 груд. 2013                                         |
| 2014 | «Майкрофон»                                                            | —                               | —                     | —                       | цифровий сингл, вип. 21 січ. 2014                                         |
| 2014 | «Девочка бомба» (feat. Тіматі)                                         | —                               | —                     | —                       | цифровий сингл, вип. 11 бер. 2014                                         |
| 2014 | «Девочка бомба» (Remix by DJ Philchansky) [feat. Тіматі]               | —                               | —                     | —                       | цифровий сингл, вип. 9 квіт. 2014                                         |
| 2014 | «Часть меня» (feat. DJ Kan)                                            | —                               | 320                   | —                       | цифровий сингл, вип. 1 лип. 2014                                          |
| 2014 | «Просто история»                                                       | —                               | —                     | —                       | цифровий сингл, вип. 19 вер. 2014                                         |
| 2015 | «Дерзкая» (feat. Тіматі)                                               | 133                             | 146                   | 42*                     | цифровий сингл, вип. 25 лют. 2015                                         |
| 2015 | «Ты готов услышать нет?» (feat. Kristina Si)                           | —                               | —                     | —                       | цифровий сингл, вип. 7 лип. 2015                                          |
| 2015 | «Ты готов услышать нет?» (Remix by DJ Philchansky) [feat. Kristina Si] | —                               | —                     | —                       | цифровий сингл, вип. 23 лип. 2015                                         |
| 2015 | «Наверно» (Олена Темнікова feat. Natan)                                | 6                               | 7                     | 6                       | цифровий сингл, вип. 29 вер. 2015                                         |
| 2015 | «Молодая кровь 2» (feat. Мот)                                          | —                               | —                     | —                       | цифровий сингл, вип. 26 жов. 2015                                         |
| 2016 | «Я тебя выберу»                                                        | 69                              | 142                   | 12                      | цифровий сингл, вип. 24 лют. 2016                                         |
| 2016 | «Твои глаза»                                                           | 79                              | 141                   | 10                      | цифровий сингл, вип. 16 чер. 2016                                         |
| 2016 | «Твои глаза» (Reznikov & Denis First Remix)                            | —                               | —                     | —                       | цифровий сингл, вип. 26 лип. 2016                                         |
| 2017 | «Пахнет сексом»                                                        | 189                             | 209                   | 45                      | цифровий сингл, вип. 21 бер. 2017                                         |
| 2017 | «Этим летом»                                                           | —                               | —                     | —                       | цифровий сингл, вип. 1 чер. 2017                                          |
| 2017 | «Я хочу быть с ней»                                                    | —                               | —                     | —                       | цифровий сингл, вип. 13 чер. 2017                                         |
| 2017 | «Гипнотайз»                                                            | 412                             | 929                   | 107                     | цифровий сингл, вип. 28 вер. 2017                                         |
| 2017 | «Номер на двоих»                                                       | —                               | —                     | —                       | цифровий сингл, вип. 25 груд. 2017                                        |
| 2018 | «Нежно-грубо»                                                          | 271                             | 199                   | —                       | цифровий сингл, вип. 20 квіт. 2018                                        |
| 2018 | «Не скучай»                                                            | —                               | —                     | —                       | цифровий сингл, вип. 27 чер. 2018                                         |
| 2018 | «Покажи мне любовь»                                                    | —                               | —                     | —                       | цифровий сингл, вип. 28 серп. 2018; пісня увійшла до альбому «9»          |
| 2018 | «Покажи мне любовь» (Mikis Remix)                                      | —                               | —                     | —                       | цифровий сингл, вип. 26 вер. 2018                                         |
| 2018 | «Покажи мне любовь» (Kolya Funk, Temmy Remix)                          | —                               | —                     | —                       | цифровий сингл, вип. 26 вер. 2018                                         |
| 2018 | «Покажи мне любовь» (Ivan Spell Remix)                                 | —                               | —                     | —                       | цифровий сингл, вип. 26 вер. 2018                                         |
| 2018 | «Моя» (Doni feat. Natan)                                               | 941                             | —                     | —                       | цифровий сингл, вип. 19 лис. 2018                                         |
| 2018 | «Довела»                                                               | —                               | —                     | —                       | цифровий сингл, вип. 21 груд. 2018                                        |
| 2019 | «Мы есть» (feat. Немалый бизнес)                                       | —                               | —                     | —                       | цифровий сингл, вип. 11 лют. 2019                                         |
| 2019 | «Напомни имя» (Natan & MBAND)                                          | —                               | —                     | —                       | цифровий сингл, вип. 21 бер. 2019; пісня увійшла до альбому «9»           |
| 2019 | «Mama Mia»                                                             | —                               | —                     | —                       | цифровий сингл, вип. 29 бер. 2019; пісня увійшла до альбому «Неизданное»  |
| 2019 | «Прокурорская дочь» (feat. Timati)                                     | —                               | —                     | —                       | цифровий сингл, вип. 10 квіт. 2019; пісня увійшла до альбому «Неизданное» |
| 2019 | «Понравился тебе» (ARS-N & Natan)                                      | —                               | —                     | —                       | цифровий сингл, вип. 12 травня 2019                                       |
| 2019 | «Наливай»                                                              | 543                             | 813                   | —                       | цифровий сингл, вип. 13 травня 2019; пісня увійшла до альбому «9»         |
| 2019 | «Тратить»                                                              | 329                             | 345                   | —                       | пісня з альбому «9», вийшла на радіо 13 чер. 2019                         |
| 2019 | «Конфликт»                                                             | —                               | —                     | —                       | пісня з альбому «9», вийшла на радіо 21 чер. 2019                         |
| 2019 | «Лантана» (feat. Назіма)                                               | —                               | —                     | —                       | пісня з альбому «9», вийшла на радіо 25 чер. 2019                         |
| 2019 | «Buenas Noches»                                                        | —                               | —                     | —                       | пісня з альбому «9», вийшла на радіо 26 чер. 2019                         |
| 2019 | «Камни»                                                                | —                               | —                     | —                       | пісня з альбому «9», вийшла на радіо 1 липня 2019                         |
| 2019 | «Наливай» (DJ Noiz Remix)                                              | —                               | —                     | —                       | цифровий сингл, вип. 31 лип. 2019                                         |
| 2019 | «Холостой»                                                             | —                               | —                     | —                       | цифровий сингл, вип. 4 жов. 2019                                          |
| 2019 | «Фантом»                                                               | —                               | —                     | —                       | цифровий сингл, вип. 25 лис. 2019                                         |
| 2019 | «Улетай» (Natan & Глюк'OZA)                                            | —                               | —                     | —                       | цифровий сингл, вип. 11 лис. 2019                                         |
| 2019 | «Выбирай» (Natan & Гусейн Гасанов)                                     | —                               | —                     | —                       | цифровий сингл, вип. 13 груд. 2019                                        |
| 2020 | «Ты меня забудь» (Natan & Dj Piligrim)                                 | —                               | —                     | —                       | цифровий сингл, вип. 26 лют. 2020                                         |
| 2020 | «Розовые косы»                                                         | —                               | —                     | —                       | цифровий сингл, вип. 7 квіт. 2020                                         |
| 2020 | «Осторожно»                                                            | —                               | —                     | —                       | цифровий сингл, вип. 14 травня 2020                                       |
| 2020 | «Розовые косы» (Alex Shik Remix)                                       | —                               | —                     | —                       | цифровий сингл, вип. 12 чер. 2020                                         |
| 2020 | «Ананасовый сироп» (Natan & Ганвест)                                   | 105                             | —                     | 28                      | цифровий сингл, вип. 18 чер. 2020                                         |
| 2020 | «ВАУ» (Natan & Ганвест)                                                | —                               | —                     | —                       | цифровий сингл, вип. 22 вер. 2020                                         |
| 2020 | «ЧП» (Natan & CYGO)                                                    | —                               | —                     | —                       | цифровий сингл, вип. 3 лис. 2020                                          |
| 2020 | «#ямыдзюба»                                                            | —                               | —                     | —                       | цифровий сингл, вип. 19 лис. 2020                                         |
| 2021 | «Impala»                                                               | —                               | —                     | —                       | цифровий сингл, вип. 10 лют. 2021                                         |
| 2021 | «Золото серебро» (Natan & UncleFlexxx)                                 | —                               | —                     | —                       | цифровий сингл, вип. 7 квіт. 2021                                         |
| 2021 | «Жара» (Oweek & Natan)                                                 | —                               | —                     | —                       | цифровий сингл, вип. 17 травня 2021                                       |
| 2021 | «Последний шот»                                                        | —                               | —                     | —                       | цифровий сингл, вип. 31 серп. 2021                                        |
| 2021 | «Она»                                                                  | —                               | —                     | —                       | цифровий сингл, вип. 27 жов. 2021                                         |
| 2021 | «Банально»                                                             | —                               | —                     | —                       | цифровий сингл, вип. 1 груд. 2021                                         |
| 2021 | «Не в этой жизни» (Natan & Міша Марвін)                                | —                               | —                     | —                       | цифровий сингл, вип. 14 груд. 2021                                        |
| 2022 | «Спичка» (Юліанна Караулова & Natan)                                   | —                               | —                     | —                       | цифровий сингл, вип. 18 лют. 2022                                         |
| 2022 | «Давай обнимемся в последний раз» (Natan & Ірина Дубцова)              | —                               | —                     | —                       | цифровий сингл, вип. 24 бер. 2022                                         |
| 2022 | «Сеньорита»                                                            | —                               | —                     | —                       | цифровий сингл, вип. 21 квіт. 2022                                        |
| 2022 | «Вою волком»                                                           | —                               | —                     | —                       | цифровий сингл, вип. 26 травня 2022                                       |
| 2022 | «Союз»                                                                 | —                               | —                     | —                       | цифровий сингл, вип. 23 чер. 2022                                         |
| 2022 | «Добавь лето»                                                          | —                               | —                     | —                       | цифровий сингл, вип. 28 лип. 2022                                         |
| 2022 | «Тайна» (feat. Мичелз)                                                 | —                               | —                     | —                       | цифровий сингл, вип. 30 серп. 2022                                        |
| 2022 | «Хабиби» (Natan & Сосо Павліашвілі)                                    | —                               | —                     | —                       | цифровий сингл, вип. 21 вер. 2022                                         |
| 2022 | «Мама не скучай» (Natan & Пицца)                                       | —                               | —                     | —                       | цифровий сингл, вип. 27 жов. 2022                                         |
| 2022 | «Только никому»                                                        | —                               | —                     | —                       | цифровий сингл, вип. 8 груд. 2022                                         |
| 2023 | «Гори» (Natan & TSOY)                                                  | —                               | —                     | —                       | цифровий сингл, вип. 1 лют. 2023                                          |
| 2023 | «Ой всё» (Natan & Слава)                                               | —                               | —                     | —                       | цифровий сингл, вип. 18 травня 2023                                       |

* Згідно з профілем пісні на сайті TopHit.ru станом на листопад 2020 року. Згідно з публікаціями в пресі того часу, коли на початку березня 2015 року YouTube і TopHit.ru запустили цей чарт, пісня «Дерзкая» стартувала в ньому з 2-го місця..

### Участь у релізах інших виконавців
| Назва та альбом               | Дата виходу    |
| ----------------------------- | -------------- |
| Полночь — «13» (feat. Тіматі) | 28 жовтня 2013 |

## Відеографія
| Рік                       | Назва                                       | Режисер(и)                      | Альбоми/EP |
| ------------------------- | ------------------------------------------- | ------------------------------- | ---------- |
| 2013                      | «Аллилуйя»                                  | Олександр Соломахін             | Сингл      |
| 2013                      | «Новая жизнь»                               | не вказано                      | Сингл      |
| 2014                      | «Девочка бомба» (feat. Тіматі)              | не вказано                      | Сингл      |
| 2014                      | «Часть меня» (feat. DJ Kan)                 | Олексій Бєлов                   | Сингл      |
| 2014                      | «Просто история» (live video)               | не вказано                      | Сингл      |
| 2015                      | «Дерзкая» (feat. Тіматі)                    | не вказано                      | Сингл      |
| 2015                      | «Наверно» (feat. Олена Темнікова)           | Олексій Купріянов               | Сингл      |
| 2015                      | «Молодая кровь 2» (feat. Мот)               | Дмитро Валіков                  | Сингл      |
| 2016                      | «Я тебя выберу»                             | Євген Нікітін                   | Сингл      |
| 2017                      | «Пахнет сексом»                             | Артемій Ортус та Ані Маліфіцька | Сингл      |
| 2017                      | «Этим летом» (mood video)                   | немає даних                     | Сингл      |
| 2017                      | «Я хочу быть с ней»                         | Катя Як                         | Сингл      |
| 2017                      | «Гипнотайз»                                 | Ані Маліфіцька                  | Сингл      |
| 2017                      | «Номер на двоих» (mood video)               | немає даних                     | Сингл      |
| 2018                      | «Нежно-грубо»                               | Рустам Романов                  | Сингл      |
| 2018                      | «Покажи мне любовь»                         | не вказано                      | 9          |
| 2018                      | «Моя» (feat. Doni)                          | не вказано                      | Сингл      |
| 2019                      | «Довела»                                    | Сергій Грей                     | Сингл      |
| 2019                      | «Напомни имя» (feat. MBAND)                 | Олександр Романов               | 9          |
| 2019                      | «Тратить»                                   | Сергій Грей                     | 9          |
| 2019                      | «Понравился тебе» (feat. ARS-N)             | кліп видалено з каналу (BS)     | Сингл      |
| 2019                      | «Холостой»                                  | Рустам Романов                  | Сингл      |
| 2020                      | «Ананасовый сироп» (feat. Ганвест)          | Дмитро Клімов                   | Сингл      |
| 2020                      | «ВАУ» (feat. Ганвест)                       | немає даних                     | Сингл      |
| 2021                      | «Impala» (mood video)                       | Марк                            | Сингл      |
| 2021                      | «Жара» (feat. Oweek) [mood video]           | не вказано                      | Сингл      |
| 2022                      | «Мама не скучай» (feat. Пицца) [mood video] | Олексій Жидковський             | Сингл      |
| 2022                      | «Хабиби» (feat. Сосо Павліашвілі)           | Ольга Стрельникова              | Сингл      |
| 2023                      | «Ой все» (feat. Слава)                      | Ельвін Фомін                    | Сингл      |
| Участь в інших виконавців |                                             |                                 |            |
| 2019                      | «Полтора корейца» (кліп TSOY & Айкью)       | Сол Годман                      | Сингл      |

## Премії та номінації
| Рік  | Церемонія                                            | Номинація           | Номінант / Номінована робота            | Результат | Джер.       |
| ---- | ---------------------------------------------------- | ------------------- | --------------------------------------- | --------- | ----------- |
| 2016 | Премія RU.TV 2016                                    | «Найкращий дует»    | Natan feat. Олена Темнікова — «Наверно» | Номінація | [ 89 ]      |
| 2017 | Премія МУЗ-ТВ                                        | Хіп-хоп проєкт року | Natan                                   | Номінація | [ 2 ] [ 3 ] |
| 2018 | Премія «Прорив рову 2018» від журналу «MODA topical» | Top-hit             | Natan                                   | Перемога  | [ 90 ]      |
| 2018 | ZD Awards 2018                                       | Sexy M.             | Natan                                   | Номінація | [ 91 ]      |